# Шерстино (Большетумановский сельсовет)
Шерстино́ — село в Арзамасском районе Нижегородской области. Входит в состав Большетумановского сельсовета.
Село располагается на левом берегу реки Тёши.
В селе расположено отделение Почты России (индекс 607254).

## История
В XVII-XVIII веке село имело второе название — Пиченер.

## Население
| 1999 | 2002 | 2010 |
| ---- | ---- | ---- |
| 571  | ↘483 | ↘438 |

## Достопримечательности
Церковь Смоленской иконы Божией Матери (годы постройки — между 1890 и 1904 гг.).